# Провал у часі (фільм, 1997)
«Провал у часі», досл. «Ретроактивний» (англ. Retroactive) — американський фантастичний пригодницький бойовик 1997 р. режисера Луї Морно з Джеймсом Белуші, Кайлі Тревіс і Шеннон Віррі в головних ролях. Картина нагороджена 6 кінопреміями, ще на 4 була номінована.

## Сюжет
Карен (Кайлі Тревіс) привертає до себе увагу на дорозі, її береться підвезти незнайомий чоловік Френк (Джеймс Белуші). На найближчій автозаправці він свариться з дружиною і пускає в хід зброю, намагаючись вбити заодно всіх присутніх як свідків. Рятуючись від нього втечею, Карен намагається сховатися в самотній будові з огорожею та сигналізацією. Впустивший її вчений, як виявляється, проводить там експеримент з переміщенням у минуле, і жінці вдається переміститися в момент до початку кривавих подій. Вона неодноразово намагається запобігти трагічним подіям, але без особливих успіхів, часовий проміжок складає всього 20 хвилин до моменту переходу, її можливості сильно обмежені. У підсумку, зумівши переміститися в минуле на більший проміжок часу, вона вирішує, що найкращим буде не втручатися в події і навіть не знайомитися зі злочинцем. Це дає свій ефект — злодій встигає пристрелити всього двох героїв фільму з десяти, перш ніж його вбиває дружина Раян (Шеннон Віррі), яку затримує перший патрульний поліцейський.

## Ролі
- Джеймс Белуші — Френк
- Кайлі Тревіс — Карен
- Шеннон Віррі — Раян
- Френк Вейлі — Браян
- Джесс Боррего — Джесс
- М. Еммет Волш — Сем
- Шерман Говард — поліцейський
- Гай Бойд — Бад
- Христина Коггінс — Марта
- Роберт Фібаут молодший — Пол
- Роджер Клінтон — водій вантажівки

## Нагороди
- 1997: на Брюссельському кінофестивалі Луї Морно за створення цього фільму нагороджений премією «Срібний ворон» за свіжий і інноваційний підхід у фільмі цього жанру;
- 1997: фільм номінований на премію кінофестивалю Mystfest в категорії за найкращий фільм;
- 1997: картина номінована в категорії найкращий фільм на міжнародному кінофестивалі Sitges — Catalonian;
- 1997: на кінофестивалі фантастики в Швеції картина премійована призом глядацьких симпатій за найкращий художній фільм і призом за найкращі схвальні відгуки;
- 1998: номінація на премію «Сатурн» за найкращу телепостановку;
- 1998: Луї Морно за роботу над цією картиною нагороджений міжнародною премією за найкращий фантастичний фільм;
- 1998: на тижні кінофантастики Málaga картина премійована у номінаціях за найкращу акторську роботу (Джеймс Белуші) і спеціальний приз за найкращі спецефекти.
- 1998: Ґран-прі за найкращий фільм на кінофестивалі «Фанташпорту» у Португалії.

## Критика
Рейтинг на сайті IMD — 6,3/10. Rotten Tomatoes — 57 % свіжості, 45 % рейтинг аудиторії.